# Notomulciber sexnotatus
Notomulciber sexnotatus là một loài bọ cánh cứng trong họ Cerambycidae.